# Zygonychidium gracile
Zygonychidium gracile is een libellensoort uit de familie van de korenbouten (Libellulidae), onderorde echte libellen (Anisoptera).
De soort staat op de Rode Lijst van de IUCN als kritiek, beoordelingsjaar 2006.
De wetenschappelijke naam Zygonychidium gracile is voor het eerst geldig gepubliceerd in 1970 door Lindley.